# Glenn Farr
Glenn Farr (março de 1946 - 25 de maio de 2023) foi um editor estadunidense. Venceu o Oscar de melhor montagem na edição de 1984 por The Right Stuff, ao lado de Lisa Fruchtman, Tom Rolf, Stephen A. Rotter e Douglas Stewart.